# Liste der Kulturgüter in Eggenwil
Die Liste der Kulturgüter in Eggenwil enthält alle Objekte in der Gemeinde Eggenwil im Kanton Aargau, die gemäss der Haager Konvention zum Schutz von Kulturgut bei bewaffneten Konflikten, dem Bundesgesetz vom 20. Juni 2014 über den Schutz der Kulturgüter bei bewaffneten Konflikten sowie der Verordnung vom 29. Oktober 2014 über den Schutz der Kulturgüter bei bewaffneten Konflikten unter Schutz stehen.
Objekte der Kategorie A sind im Gemeindegebiet nicht ausgewiesen, Objekte der Kategorie B sind vollständig in der Liste enthalten, Objekte der Kategorie C fehlen zurzeit (Stand: 1. Januar 2023). Unter übrige Baudenkmäler sind weitere geschützte Objekte zu finden, die in der Bau- und Nutzungsordnung der Gemeinde verzeichnet und nicht bereits in der Liste der Kulturgüter enthalten sind.

## Kulturgüter
| Foto |                                                                                             | Objekt | Kat. | Typ | Standort                                 | Beschreibung |
| ---- | ------------------------------------------------------------------------------------------- | --- | ---- | --- | ---------------------------------------- | ------------ |
| ja   | Datei hochladen · Wikidata zu Römisch-katholische Pfarrkirche mit Friedhofmauer (Q29575923) | Römisch-katholische Pfarrkirche mit Friedhofsmauer, Pfarrhaus und ehemaligem Waschhaus Rebhaus KGS-Nr.: 15346 | B    | G   | Kirchrainstrasse 1, 3, 5 668007 / 246921 |              |

## Übrige Baudenkmäler
| ID    | Foto |                 | Objekt                               | Typ | Standort                          | Beschreibung |
| ----- | ---- | --------------- | ------------------------------------ | --- | --------------------------------- | ------------ |
| 4.1.4 | ja   | Datei hochladen | Restaurant Sternen                   | G   | Oberdorfstrasse 1 668094 / 247018 |              |
| 4.1.5 | BW   | Datei hochladen | Hochstudhaus                         | G   | Wehrweidliweg 3 667992 / 246813   |              |
| 4.1.8 | BW   | Datei hochladen | Ehemaliges Weingut des Klosters Muri | G   | Hoforstrasse 1 668554 / 247376    |              |
| 4.2.1 |      | Datei hochladen | Grenzstein                           | K   | Birchrai                          |              |
| 4.2.3 |      | Datei hochladen | Grenzstein                           | K   | Cheserholz                        |              |
| 4.2.3 |      | Datei hochladen | Wegkreuz                             | K   | Wissli / Hohfoor                  |              |
| 4.2.4 |      | Datei hochladen | Wegkreuz                             | K   | Furtächer                         |              |
| 4.2.5 |      | Datei hochladen | Wegkreuz                             | K   | Unterdorfstrasse                  |              |
| 4.2.6 |      | Datei hochladen | Wegkreuz                             | K   | Pflanzerholz / Badenerstrasse     |              |

Legende: Siehe Legende der Liste der Kulturgüter von nationaler und regionaler Bedeutung. Anstelle der KGS-Nummer wird als Objekt-Identifikator (ID) die Inventar- oder Gebäudenummer in der Bau- und Nutzungsordnung der Gemeinde verwendet.